# Dundalk Football Club 2017
Questa voce raccoglie le informazioni riguardanti il Dundalk Football Club nelle competizioni ufficiali della stagione 2017.

## Stagione
- In Premier Division il Dundalk si classifica al secondo posto (69 punti), dietro al Cork City e davanti allo Shamrock Rovers.
- In FAI Cup perdono in finale contro il Cork City (1-1, 3-5 d.c.r.).
- In League of Ireland Cup battono in finale gli Shamrock Rovers e vincono per la 6ª volta la coppa.
- In Supercoppa d'Irlanda perdono in finale contro il Cork City (0-3).
- In Leinster Senior Cup perdono in finale contro lo Shelbourne (2-4 d.t.s.).
- In Champions League vengono eliminati al secondo turno di qualificazione dal Rosenborg (2-2 complessivo con gol in trasferta a sfavore).

## Maglie e sponsor
| Casa | Trasferta |

## Rosa
| N. |                             | Ruolo | Calciatore        |
| -- | --------------------------- | ----- | ----------------- |
| 1  | Irlanda (bandiera)          | P     | Gary Rogers       |
| 2  | Irlanda (bandiera)          | D     | Seán Gannon       |
| 3  | Irlanda (bandiera)          | D     | Brian Gartland    |
| 4  | Irlanda (bandiera)          | D     | Paddy Barrett     |
| 5  | Irlanda (bandiera)          | C     | Chris Shields     |
| 6  | Irlanda (bandiera)          | C     | Stephen O'Donnell |
| 7  | Irlanda del Nord (bandiera) | C     | Michael Duffy     |
| 8  | Irlanda (bandiera)          | C     | John Mountney     |
| 9  | Irlanda (bandiera)          | A     | David McMillan    |
| 10 | Irlanda (bandiera)          | C     | Jamie McGrath     |
| 11 | Irlanda (bandiera)          | C     | Patrick McEleney  |

| N. |                             | Ruolo | Calciatore       |
| -- | --------------------------- | ----- | ---------------- |
| 12 | Irlanda (bandiera)          | D     | Shane Grimes     |
| 14 | Irlanda (bandiera)          | D     | Dane Massey      |
| 15 | Irlanda (bandiera)          | D     | Seán Hoare       |
| 16 | Irlanda (bandiera)          | C     | Dylan Connolly   |
| 18 | Irlanda (bandiera)          | C     | Robbie Benson    |
| 19 | Danimarca (bandiera)        | D     | Niclas Vemmelund |
| 20 | Irlanda (bandiera)          | P     | Aaron McCarey    |
| 21 | Irlanda (bandiera)          | C     | Conor Clifford   |
| 22 | Romania (bandiera)          | P     | Gabriel Sava     |
| 24 | Irlanda (bandiera)          | C     | Stephen Kinsella |
| 26 | Irlanda del Nord (bandiera) | A     | Thomas Stewart   |